# Fanapanges
Fanapanges (ou Fala-Beguets) est un îlot des îles Carolines. C'est une municipalité du district de Faichuk, dans l'État de Chuuk, un des États fédérés de Micronésie. Elle compte 784 habitants en 2008.